# Ithaca (Nowy Jork)
Ithaca – miasto w Stanach Zjednoczonych, w stanie Nowy Jork, położone ok. 350 km na północny zachód od Nowego Jorku. 
Mieści się w niej Uniwersytet Cornella, jedna z najbardziej prestiżowych uczelni amerykańskich, należąca do Ivy League, w rankingach światowych lokowana na 10–15 miejscu. Kampus uniwersytetu mieści się na trzech wzgórzach. Pod nimi znajduje się właściwe miasteczko, które przede wszystkim zajmuje się obsługą uczelni. Oprócz Uniwersytetu Cornella w Ithace znajduje się także stanowa uczelnia Ithaca College.